# Badenstraße (Stralsund)

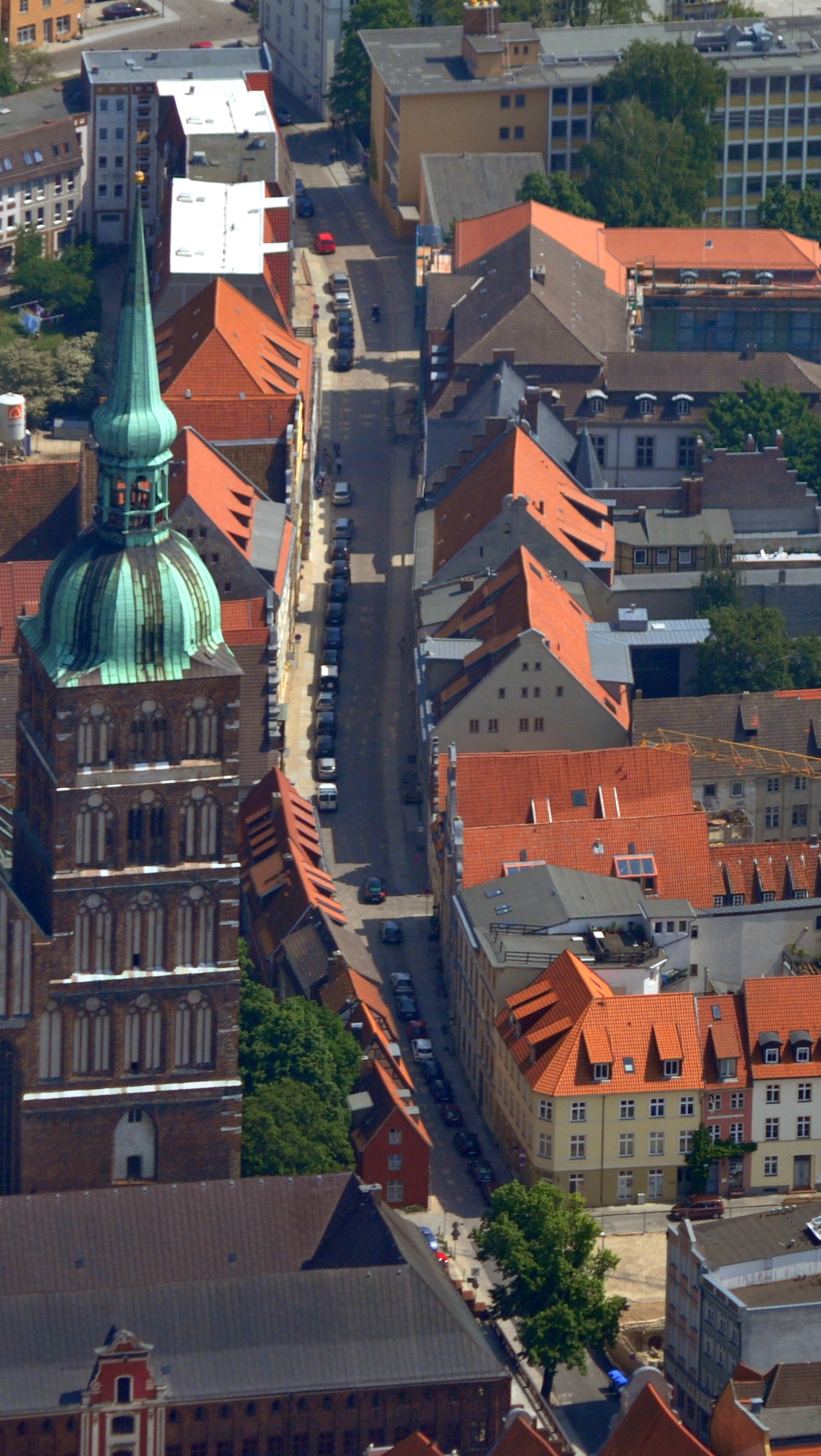
Die Badenstraße in Stralsund aus der Luft (2011)

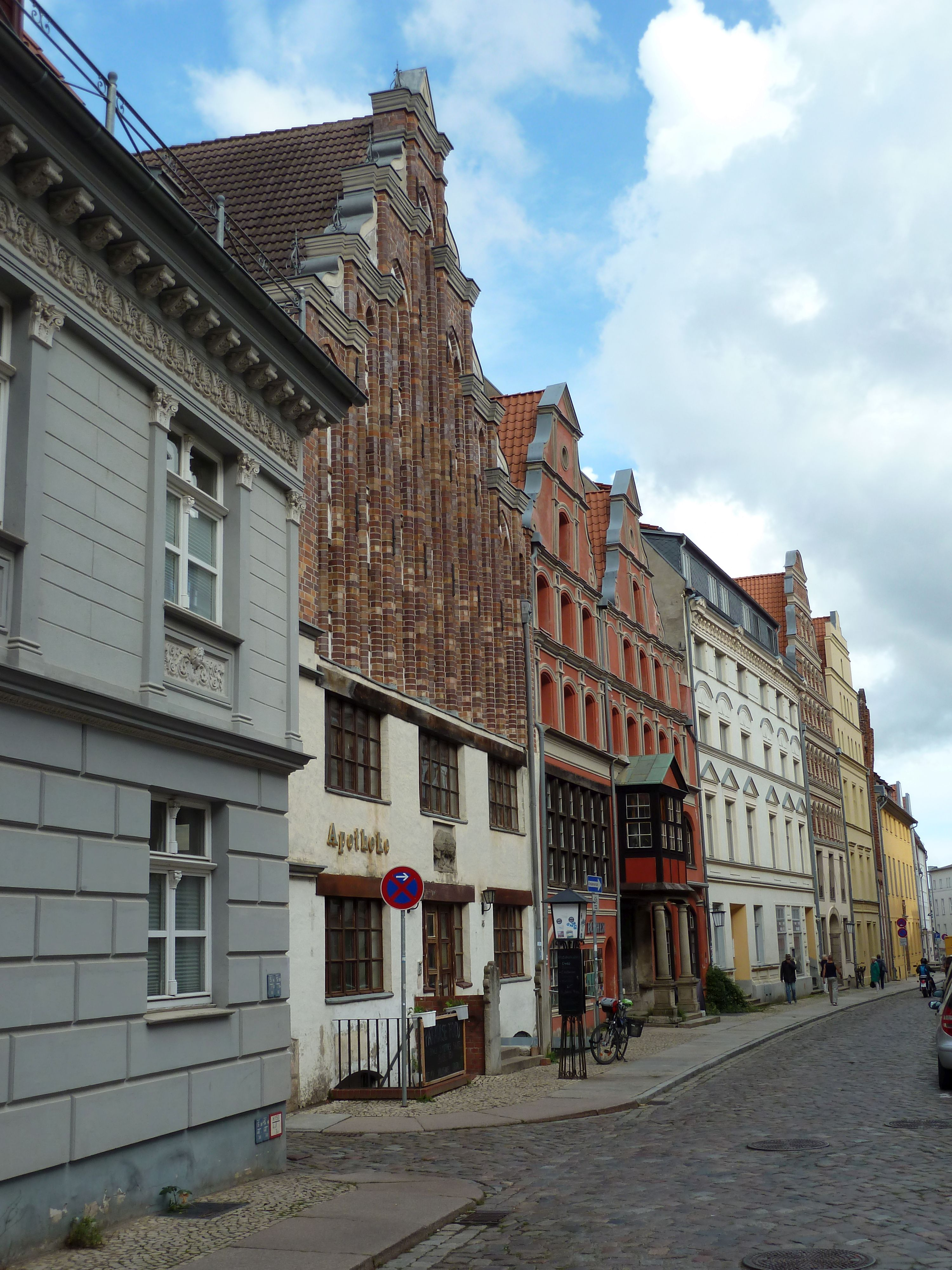
Nordseite der Badenstraße (2021)

Die Badenstraße ist eine als Stadtstraße angelegte Straße in Stralsund. Sie gehört zum Kerngebiet des UNESCO-Welterbes mit dem Titel Historische Altstädte Stralsund und Wismar. Die Badenstraße verbindet die Ossenreyerstraße in Höhe des Stralsunder Rathauses mit der Straße Am Fischmarkt und Neue Badenstraße, von ihr gehen die Kleinschmiedstraße, die Jacobiturmstraße, die Bechermacherstraße und die Mauerstraße ab; die Wasserstraße kreuzt die Badenstraße.
Die Straße wurde Ende des 13. Jahrhunderts erstmals urkundlich erwähnt und erhielt ihren Namen von einem Ratsherren namens Bode; platea bodonis war demzufolge der erste Name der Straße, in der der Ratsherr wohnte. Als die Familie zu Beginn des 14. Jahrhunderts ausstarb, wurde der Straßenname im Volksmund mit den Baden (Boten) in Verbindung gebracht – fortan hieß die Straße Badenstraße. Der Abschnitt zwischen der Ossenreyerstraße und der Kleinschmiedstraße hieß kolemarket, da hier mit Brennmaterial gehandelt wurde; ab dem 15. Jahrhundert Wendenmarkt nach den ansässigen Wendschlächtern. Ab 1869 hieß die Straße in ihrer gesamten heutigen Länge Badenstraße.
Die heutigen Hausnummern wurden im 19. Jahrhundert vergeben.
In der Straße stehen  einige Gebäude unter Denkmalschutz, siehe dazu auch die Liste der Baudenkmale in Stralsund. Es handelt sich um die Gebäude Badenstraße 1, Badenstraße 2, Badenstraße 7, Badenstraße 8, Badenstraße 9, Badenstraße 10, Badenstraße 12, Badenstraße 13, Badenstraße 15, Badenstraße 16, Badenstraße 17, Badenstraße 18, Badenstraße 26, Badenstraße 39, Badenstraße 40, Badenstraße 41, Badenstraße 42, Badenstraße 43/43 a, Badenstraße 44, Badenstraße 45, Badenstraße 47, Badenstraße 48, Badenstraße 49, Badenstraße 50 und Badenstraße 51. Unter Denkmalschutz steht zudem die Fassade des Hauses Badenstraße 46. Das ebenfalls wegen seiner Fassade geschützte Haus Badenstraße 5 wurde durch einen Neubau ersetzt.